# كيفن باري (لاعب كرة قاعدة)
كيفن باري (بالإنجليزية: Kevin Barry)‏ هو لاعب كرة قاعدة أمريكي، ولد في 18 أغسطس 1978 في برنستون جونكشن في الولايات المتحدة.

## وصلات خارجية
- كيفن باري على موقعبيزبول رفرنس.كوم (الدوري الرئيسي) (الإنجليزية)
- كيفن باري على موقعبيزبول رفرنس.كوم (الدوري الثانوي) (الإنجليزية)
- كيفن باري على موقع مشجعي الرسوم البيانية (الإنجليزية)